# Teotihuacán Measurement Unit
Die Teotihuacan Measurement Unit (TMU) (deutsch: Teotihuacan Meßeinheit) ist ein Längenmaß, das die Bewohner der mesoamerikanischen Stadt Teotihuacán wahrscheinlich für den Bau von Gebäuden, aber auch die Planung der Stadt als ganzes verwendeten.
Die genaue Bestimmung der Länge von 1 TMU ist schwierig, da viele Bauten sehr komplex aufgebaut sind und zudem von den Einwohnern Teotihuacáns immer wieder kleinere Änderungen vorgenommen wurden oder ganze Gebäude schlicht überbaut wurden. Die exakte Länge von 1 TMU wird seit dem 19. Jahrhundert gesucht. Die meisten Vorschläge gehen von einer Länge zwischen 80 und 85 Zentimetern aus; am wahrscheinlichsten ist eine Schätzung auf einen Wert zwischen 82 und 83 Zentimetern. Dies wird gestützt durch die Etymologie von Maßeinheiten in Nahuatl, wo es für eine Länge zwischen 80 und 90 Zentimetern die Bezeichnungen cemacolli („eine Schulter“) und cenyollotli („ein Herz“) gibt, die einer Entfernung von einer Schulter bzw. dem Herz bis zur Spitze des Zeigefingers bei ausgestrecktem Arm entsprechen.